# Australoheros autrani
Australoheros autrani és una espècie de peix de la família dels cíclids i de l'ordre dels perciformes.

## Morfologia
Els mascles poden assolir els 7,3 cm de longitud total.

## Distribució geogràfica
Es troba a Sud-amèrica: Brasil.